# Imperial Records
Imperial Records ist ein US-amerikanisches Plattenlabel, das von 1947 bis 1964 als unabhängige Firma aktiv war, von 1964 bis 1970 ein Sub-Label von Liberty Records war und 2006 als Label des Musikmajors EMI wiederbelebt wurde.

## Geschichte

### Imperial Records als unabhängige Plattenfirma

#### Die Vor-Rock'n'Roll-Ära 1947–1955
Imperial wurde 1946 von Lew Chudd in Los Angeles / California gegründet. Nachdem die Plattenfirma zunächst mexikanische Musikgruppen aus dem Südwesten der USA und Folklore veröffentlicht hatte, begann Chudd im August 1947, eine Plattenserie zu veröffentlichen, auf der R&B-Interpreten vertreten waren.
Bei einem Gastspiel der Band von Dave Bartholomew im „Bronze Peacock Club“ in Houston lernte Chudd 1949 zufällig Bartholomew kennen, war von dessen Musik begeistert und beschloss, Bartholomew einige Platten mit Künstlern aus New Orleans für Imperial produzieren zu lassen. Die ersten beiden von Bartholomew produzierten Aufnahmen waren von der Bluessängerin Jewel King (Don’t Marry Too Soon / 3 X 7 = 21, Imperial 5055) und dem Blues-Balladensänger Tommy Ridgley (Early Dawn Boogie / Shrewsbury Blues, Imperial 5054). Die Single 3 × 7 = 21 schaffte im März 1950 den Sprung in die R&B-Charts und erreichte Platz 15.
In New Orleans entdeckte Bartholomew im November 1949 einen 22-jährigen untersetzten Pianisten und Sänger namens Antoine Domino, mit dem er den Titel The Fat Man (Imperial 5058) am 10. Dezember 1949 in den J&M Studios von Cosimo Matassa aufnahm; der Song erreichte im April 1950 die R&B-Charts und gelangte bis Platz 6, blieb zwar nur drei Wochen in den Top Ten, verkaufte sich aber auf dem R&B-Markt längerfristig so gut, dass die Single 1953 mit einer „Goldenen Schallplatte“ ausgezeichnet wurde., und Imperial Records hatte seinen Star auf dem R&B-Markt: Fats Domino.
Noch im gleichen Jahr erreichte Domino mit Every Night About This Time (Imperial 6099) den Platz 5 in den R&B-Charts. Von da an hatte „Imperial Records“ mit Fats Domino einen Dauergast in den Top 10 der R&B-Charts: 1951 Rockin' Chair # 9 – 1952 Going Home # 1 und How Long # 9 – 1953 Goin' Down The River # 2, Please Don’t Leave Me # 5, Rose Mary # 10, Something Wrong # 6; 1954 You Done Me Wrong # 10.
Am 14. April 1955 erschien die Single mit der Imperial Bestellnummer 5348, auf deren A-Seite der Titel Ain’t That A Shame war, eine Coverversion eines Songs, der zuvor schon von Gene Autry und Glenn Miller auf Schallplatte veröffentlicht worden war. Produziert wurde der Titel – wie die meisten anderen Titel von Fats Domino auch – von Dave Bartholomew. Der Song blieb elf Wochen an der Spitze der R&B Charts, erreichte Platz 16 der Top 100 und war der erste von 59 Cross-Over-Hits für Domino auf dem Imperial Label im Zeitraum von 1955 bis 1962, davon 16 Top 20 Hits.
Der zweite Erfolgsinterpret Imperials in den 1950er Jahren stammte aus dem Bereich der Countrymusik und hatte für RCA Records 1949 und 1950 einige Singles aufgenommen: Slim Whitman. Von den RCA-Aufnahmen hatte lediglich I’m Casting My Lasso Toward The Sky im Countrybereich Aufmerksamkeit erregt. 1951 nahm Lew Chudd den jodelnden Countrysänger für Imperial unter Vertrag, und Whitman blieb bis Ende der 1970er Jahre bei Imperial bzw. den späteren Besitzern des Labels. Bereits seine erste Veröffentlichung Love Song Of The Waterfall (Imperial 8134), die im Januar 1952 erschien, wurde ein Country-Hit. Größer noch war der Erfolg im gleichen Jahr mit Indian Love Call (Imperial 8156), das in den Pop-Charts bis Platz 10 vorstieß. Nach Cattle Call, das 1955 auf Platz 11 der Country Charts kam, gelangen ihm Platzierungen in den Country Top 20 erst wieder 1965 und 1968. Seine wirklich großen Erfolge konnte Whitman in Großbritannien feiern: Am 16. Juli 1955 wurde der Song Rose Marie erstmals in den britischen Charts notiert, es sollte in Großbritannien der erfolgreichste Titel des Jahres 1955 werden: Bereits am 20. Juli 1955 erreichte der Song den Spitzenplatz und blieb dort elf Wochen lang bis zum 8. Oktober 1955. Zwischen Juli 1955 und Juni 1957 platzierten sich sieben Singles von Whitman in Großbritannien in den Top 20, als letzter Titel I’ll Take You Home Again, Kathleen, der nach Indian Love Call der einzige Song war, mit dem Whitman den Sprung in die Hot 100 schaffte und da auch nur auf einen bescheidenen Platz 93. Trotz des ab 1957 ausbleibenden Erfolges veröffentlichte Imperial bis 1969 pro Jahr mindestens drei Singles von Whitman.
Die bekanntesten und erfolgreichsten Interpreten auf Imperial waren vor 1955 neben Fats Domino und Slim Whitman vor allem Dave Bartholomew, Smiley Lewis, Erroll Garner, T-Bone Walker, Big Joe Turner, Guitar Slim und The Spiders.
In der ersten Hälfte der 1950er Jahre gelang es Imperial, sich auf dem R&B-Markt zu etablieren: Unter den 30 erfolgreichsten R&B-Platten des Jahres 1954 war eine Imperial-Single, Didn’t Want To Do It von der Doo-Wop-Gruppe The Spiders, vertreten. Im Jahre 1955 schafften es drei Singles unter die erfolgreichsten 25 R&B-Hits des Jahres: von Fats Domino Ain't That A Shame und All By Myself sowie I Hear You Knockin'  von Smiley Lewis. 1956 stellte Imperial sieben Platten, übrigens alles Aufnahmen von Fats Domino, von den fünfzig erfolgreichsten R&B-Hits des Jahres und war damit neben Atlantic Records, die Firma schaffte acht Platzierungen, das bedeutendste Independent-Label auf dem R&B-Markt.
Auf dem Country-Markt ist für Imperial eine eher rückläufige Entwicklung beobachtbar: Gelangten 1954 noch zwei Aufnahmen von Slim Whitman unter die 30 erfolgreichsten Countryplatten des Jahres, so war Imperial 1956 nur noch mit einer Aufnahme vertreten, bezeichnenderweise mit dem Titel Blueberry Hill von Fats Domino.
Bereits in der ersten Hälfte der 1950er Jahre deutete sich das zentrale Problem der Firma Imperial Records an: Neben einer ungewöhnlich hohen Zahl an Veröffentlichungen von Singles gab es eine extrem hohe ökonomische Abhängigkeit der Firma vom Verkaufserfolg einiger weniger Interpreten.

#### Ära des Rock ’n’ Roll 1956–1963
In den 1950er Jahren war das Label vor allem für seine Rhythm-and-Blues-, Rockabilly- und frühen Rock-’n’-Roll-Aufnahmen bekannt. Während dieser Zeit waren unter anderem Ricky Nelson, Bob Luman, Lew Williams, Dennis Herrold, Fats Domino, Charline Arthur und Laura Lee Perkins unter Vertrag. Zwischen 1955 und 1957 nahmen auch einige Jazzmusiker bei Imperial auf, wie Charlie Mariano, Sonny Criss und Warne Marsh. Als Produzenten beschäftigte Imperial Dave Bartholomew, Cosimo Matassa und Earl King. 1960 wurden die Aladdin Records und drei Jahre später Minit Records aufgekauft. In England wurden die Platten von London Records vertrieben. Nach dem Weggang von Fats Domino und Ricky Nelson zu anderen Labels verlor Imperial jedoch stark an Wirtschaftskraft.

### Imperial Records als Sub-Label
Chudd verkaufte 1964 Imperial an die Firma Avnet, die 1963 bereits Liberty Records aufgekauft hatte. Die neuen Besitzer machten Imperial zu einem Sub-Label von Liberty, das mit Musikern wie Cher, Johnny Rivers oder Irma Thomas auf dem Label wieder Erfolge verzeichnen konnte. Als weiteres Sub-Label wurde 1966 „Sunset“ gegründet.
1968 verkaufte Avnet „Liberty-Imperial“ an den Versicherungskonzern „Transamerica Corporation“, der bereits im Besitz von United Artists Records war und 1970 die Label unter dem Dach von United Artists zu einer Firma zusammenfasste. 1971 wurden Plattenveröffentlichungen unter dem Label „Imperial“ eingestellt.
Im Februar 1979 wurde United Artists von der Plattenfirma EMI übernommen, die Imperials Katalog ab 2006 wiederbelebte und das Label neu auflegte. Durch den Zusammenschlusses der EMI mit Universal Music im Dezember 2011 liegen die Rechte am Imperial-Katalog aktuell bei der UMG.

## Künstler
- Sonny Anderson
- Charline Arthur
- Leon Ashley
- Jay Blue
- Roy Brown
- Dorsey Burnette
- Johnny Burnette
- Bobby Charles
- Ken Copeland
- Jimmy Craig
- Jackie DeShannon
- Fats Domino
- Freddy Fender
- Ernie Freeman
- Johnny Garner
- Gene Henslee
- Dennis Herrold
- Bobby Jay
- Merle Kilgore
- Earl King
- Bob Luman
- Bill Mack
- Jimmie Maddin
- Ricky Nelson
- Laura Lee Perkins
- Johnny Preston
- Blanche Thomas
- Sandy Nelson